# ادونسون سیلوا مارتینز
ادونسون سیلوا مارتینز (به پرتغالی: Edoson Silva Martins) هافبک اهل برزیل است که در شهر برزیل و در تاریخ ۱۶ مارس ۱۹۷۴ به دنیا آمده‌است.
ادونسون سیلوا مارتینز در تیم‌های فوتبال باشگاه فوتبال کاشیما آنتلرز سابقهٔ حضور دارد.